# Ibrahim Tanko (calciatore 1999)
Ibrahim Tanko (Accra, 30 aprile 1999) è un calciatore ghanese, attaccante del Radnički Niš.

## Carriera

### Club
Ha giocato nella massima serie dei campionati ghanese e serbo.